# Jimmy Wayne
Pour les articles homonymes, voir Wayne.
Jimmy Wayne Barber (né le 23 octobre 1972 à Kings Mountain, en Caroline du Nord aux États-Unis) est un chanteur américain de musique country. Il sort son premier album "Jimmy Wayne" en 2003 sous le label DreamWorks Records. Quatre singles en seront extraits dont "Stay Gone" et "I Love You This Much" qui se classerons dans le top dix des Billboard country charts. Son second album, Do You Believe Me Now sortira en août 2008 chez "Valory Music Company", une branche de Big Machine Records.

## Discographie

### Albums
| Année                                                       | Album                                                                     | Positions  | Positions | Positions   |
| Année                                                       | Album                                                                     | US Country | US        | CAN Country |
| ----------------------------------------------------------- | ------------------------------------------------------------------------- | ---------- | --------- | ----------- |
| 2003                                                        | Jimmy Wayne - Sortie : 24 juin 2003 - Label: DreamWorks Nashville         | 7          | 64        | —           |
| 2008                                                        | Do You Believe Me Now - Sortie : 26 août 2008 - Label: Valory Music Group | 4          | 27        | 38          |
| "—" signifie que l'album n'ai pas apparu dans ce classement |                                                                           |            |           |             |

### Singles
| Année | Single                      | Meilleure positions | Meilleure positions | Meilleure positions | Meilleure positions | Meilleure positions | Album                 |
| Année | Single                      | US Country          | US                  | US AC               | CAN Country         | CAN                 | Album                 |
| --- | --------------------------- | ------------------- | ------------------- | ------------------- | ------------------- | ------------------- | --------------------- |
| 2003 | "Stay Gone"                 | 3                   | 32                  | —                   | *                   | —                   | Jimmy Wayne           |
| 2003 | "I Love You This Much"      | 6                   | 53                  | —                   | *                   | —                   | Jimmy Wayne           |
| 2004 | "You Are"                   | 18                  | 108                 | —                   | *                   | —                   | Jimmy Wayne           |
| 2004 | "Paper Angels"              | 18                  | 108                 | —                   | *                   | —                   | Jimmy Wayne           |
| 2006 | "That's All I'll Ever Need" | 50                  | —                   | —                   | —                   | —                   | Non-album songs       |
| 2007 | "I'll Never Leave You"      | —                   | —                   | —                   | —                   | —                   | Non-album songs       |
| 2008 | "Do You Believe Me Now"     | 1                   | 36                  | 29                  | 3                   | 64                  | Do You Believe Me Now |
| 2008 | "I Will"                    | 18                  | 102                 | —                   | —                   | —                   | Do You Believe Me Now |
| 2009 | "I'll Be That"              | 46                  | —                   | —                   | —                   | —                   | Do You Believe Me Now |
| "—" signifie que le single n'apparait pas dans le classement * signifie que la place du single est inconnue |                             |                     |                     |                     |                     |                     |                       |

### Videos clips
| Année | Video                   | Réalisateur     |
| ----- | ----------------------- | --------------- |
| 2003  | "Stay Gone"             | Trey Fanjoy     |
| 2004  | "I Love You This Much"  | Trey Fanjoy     |
| 2004  | "Paper Angels"          | Peter Zavadil   |
| 2008  | "Do You Believe Me Now" | Deaton-Flanigen |
| 2008  | "I Will"                | Deaton-Flanigen |
| 2009  | "I'll Be That"          | Todd Cassetty   |